# فاصله طولی ایمن

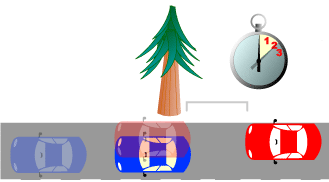
قانون فاصله دو ثانیه ای

فاصله طولی ایمن فاصله‌ای است که راننده یک خودرو، در حین رانندگی می‌بایست با وسیله نقلیه جلویی حفظ کند. حفظ این فاصله برای اجتناب از تصادفات جلو به عقب ضروری است؛ چرا که در صورت توقف ناگهانی وسیله نقلیه جلویی، زمان کافی را برای توقف فراهم خواهد ساخت. در آب و هوای برفی و بارانی، این فاصله بیشتر خواهد بود.

## روش‌های تخمین فاصله طولی
قاعده کلی برای رعایت فاصله با اتومبیل جلویی وجود ندارد. اما استفاده از دو روش یک طول اتومبیل و دو ثانیه متداول‌تر است.

### روش یک طول اتومبیل
در این روش به ازای هر ۱۵ کیلومتر در ساعت سرعت، باید به اندازه یک خودرو (حدوداً ۶ متر) از خودرو جلویی فاصله را حفظ کرد. این فاصله در شرایط نامساعد جوی یا سرعت‌های بالا، می‌بایست افزایش پیدا کند.

### روش دو ثانیه
برای استفاده از این روش ابتدا می‌بایست یک نشانه ثابت در جاده (مثلاً درخت یا تیر چراغ برق) در نظر گرفته شود. زمانی که اتومبیل جلویی از آن نشانه عبور کند، می‌بایست دو ثانیه طول بکشد تا اتومبیل عقبی به آن برسد. برای اندازه‌گیری دو ثانیه می‌توان از شمارش یک‌هزار و یک، یک‌هزار و دو استفاده نمود. چنانچه زمان کمتری طول بکشد که خودرو عقبی به نشانه برسد، نشان‌گر آن است که فاصله کمتر از فاصله ایمن است.

استفاده از این روش، علمی‌تر و دقیق‌تر است و در همه سرعت‌ها می‌توان از آن استفاده نمود. اما در انتخاب نشانه می‌بایست توجه نمود که در میدان دید راننده باشد و باعث بر هم خوردن تمرکز راننده نشود.